# Standards für Arbeitsschutz
Standards für Arbeitsschutz sind Normen, die auf die Sicherheit am Arbeitsplatz und die Verringerung des Berufsrisikos durch Berufskrankheiten abzielen. Die Geschichte der menschlichen Sicherheit am Arbeitsplatz wurde 1802 mit dem Gesetz über Gesundheit und Moral der Lehrlinge begründet.

## Organisationen Arbeitsschutz
- Vereinigte Staaten Nationales Institut für Arbeitssicherheit und Gesundheitsschutz (NIOSH)[1]
- Deutschland Organisation des betrieblichen Arbeitsschutzes
- Vereinigte Staaten Nationaler Rat für Strahlenschutz und Messungen (NCRP)
- Bulgarien Organisation von Gesundheits- und Sicherheitsaktivitäten[2]
- Russland Die Organisation der Propaganda für Arbeitsschutz und Sicherheit[3]
- Europäische Union Europäische Agentur für Sicherheit und Gesundheitsschutz am Arbeitsplatz
- Volksrepublik China Verband für Arbeitssicherheit und Gesundheitsschutz in Chinan (COSHA)
- Indien Ministerium für Arbeit und Gesundheit[4] OSH India[5]

## Grundlegende Arbeitsschutznormen
- Bulgarien БДС(Български Държавен Стандарт) (Bulgarian state standard) - ISO 45001:2018 (БДС ISO 45001:2018)[6]
- Volksrepublik China GB/CCC - CHN-1974-L-37879 Protection against particular hazards[7]
- Deutschland TÜV ISO 45001
- Frankreich NF (La norme français) NF EN 358[8]
- Vereinigtes Königreich BS (British standard) BS EN 1005-3:2002+A1:2008 -[9]
- Indien IS (India Standardization) - - IS-5216, IS-5571, IS-6665[10]
- Polen PN (Polska Norma) - - PN-93/N-01256/03 Znaki BHP w miejscu pracy[11]
- Russland ГОСТ 12.2.061-81 СИСТЕМА СТАНДАРТОВ БЕЗОПАСНОСТИ ТРУДА ОБОРУДОВАНИЕ ПРОИЗВОДСТВЕННОЕ[12]
- Vereinigte Staaten OSHA - ;[13] IAEA safety standards - nuclear, radiation waste safety standards[14]

## Klassifizierung

### Standardschutz vor hochfrequenten elektromagnetischen Feldern
- Vereinigte Staaten ANSI / IEEE C95.1-1992
- Russland ГОСТ 12.4.306-2016
- Europäische Union 1999/519 / CE
- Deutschland DGUV V15

### Laserschutzstandard
- Vereinigte Staaten EN 60825 (IEC 825)
- Russland ГОСТ IEC 60825-4-2014 Безопасность лазерной аппаратуры
- Polen PN-91 / T-06700

### Schutz vor gefährlichen Stoffen und Zubereitungen
- Europäische Union RICHTLINIE 2005/69 / EG
- Schweiz CC 813.11 Verordnung zum Schutz vor gefährlichen Stoffen und Zubereitungen

## Symbole Sicherheit

Lasersicherheit
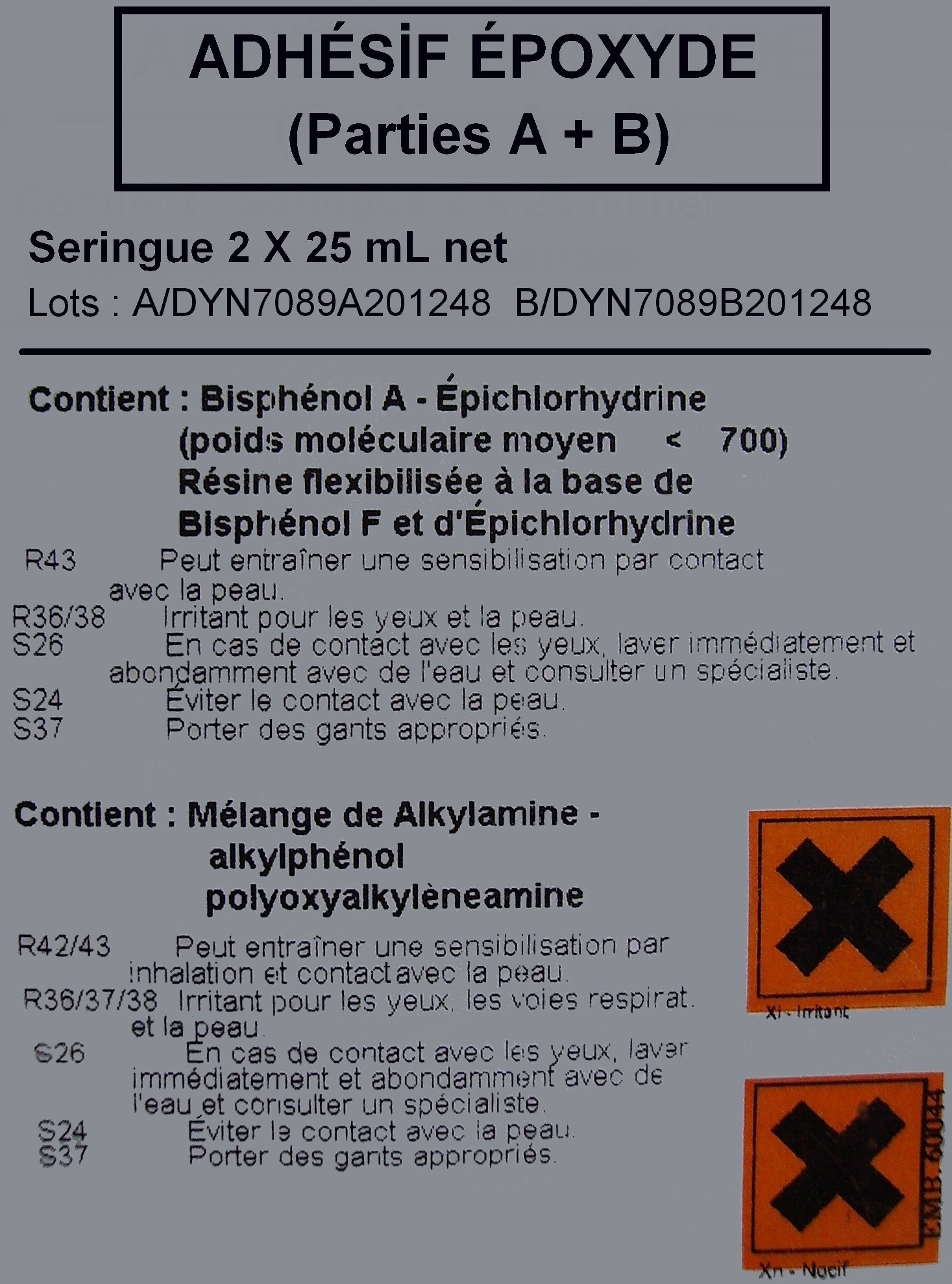
Sicherheit von Funkwellen
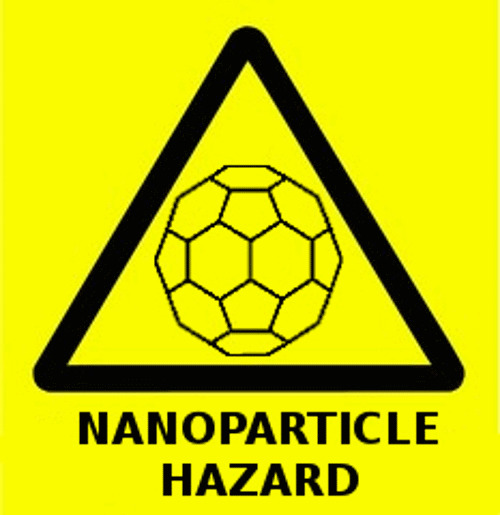
Sicherheit von Nanopartikeln
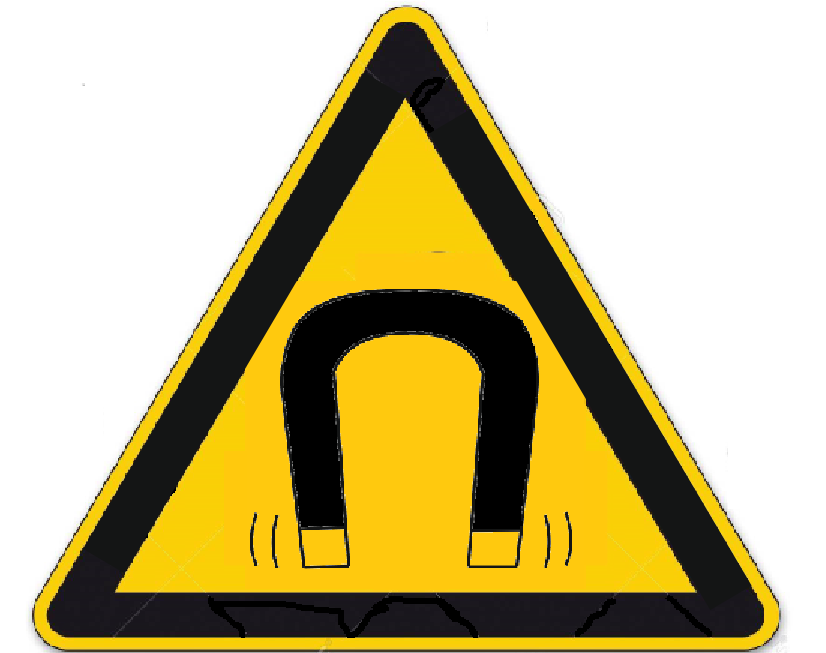
Magnetfeld-Gefahrensymbol
Optische Strahlung